# Норд-Слен
Норд-Слен (нід. Noord-Sleen) — село в нідерландській провінції Дренте. Входить до муніципалітету Куворден.
Його площа становить 12,10 км², а населення станом на 2021 рік складало 585 осіб.
Перша згадка про населений пункт датується 1365 роком.

## Галерея

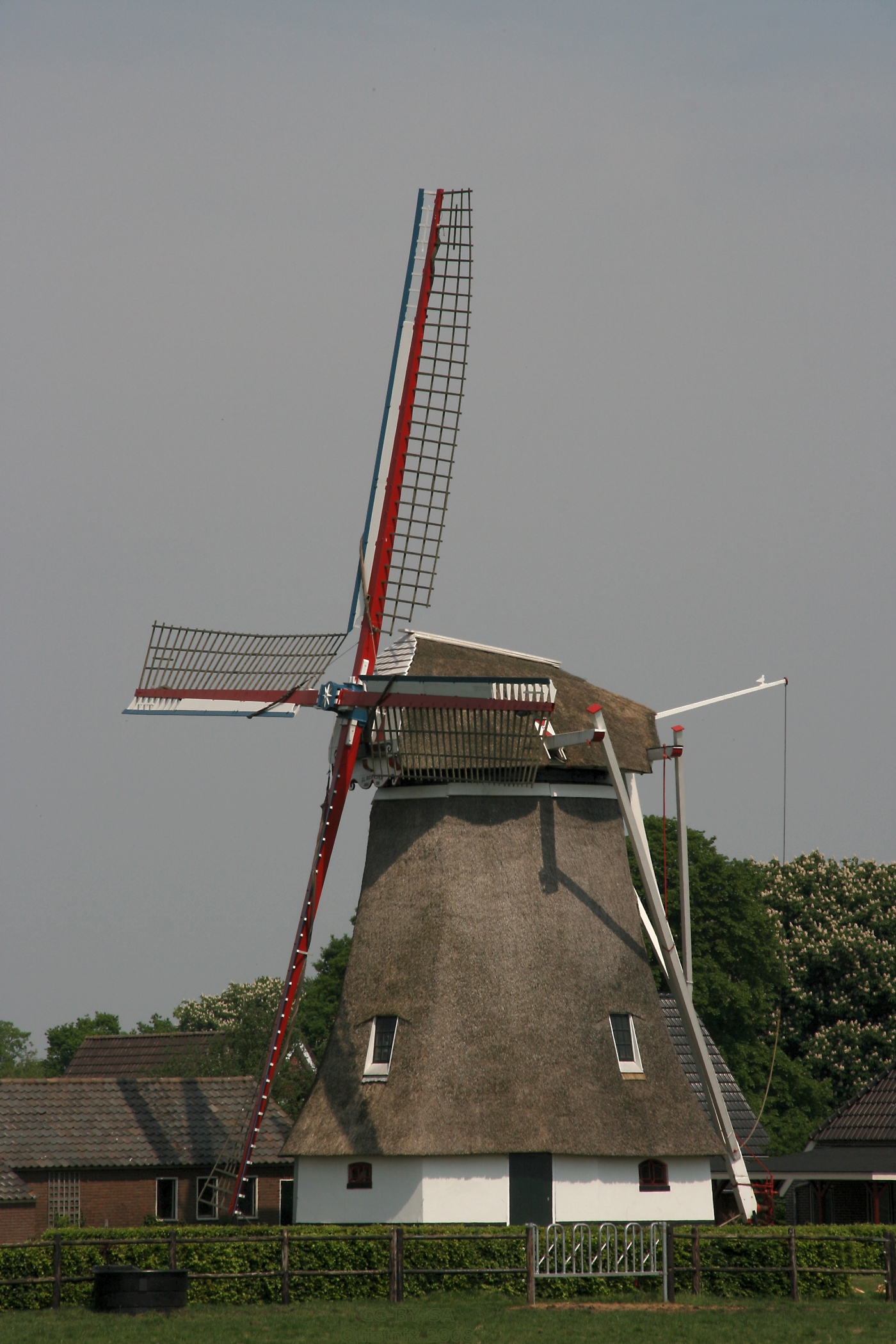
Вітряк Albertdina
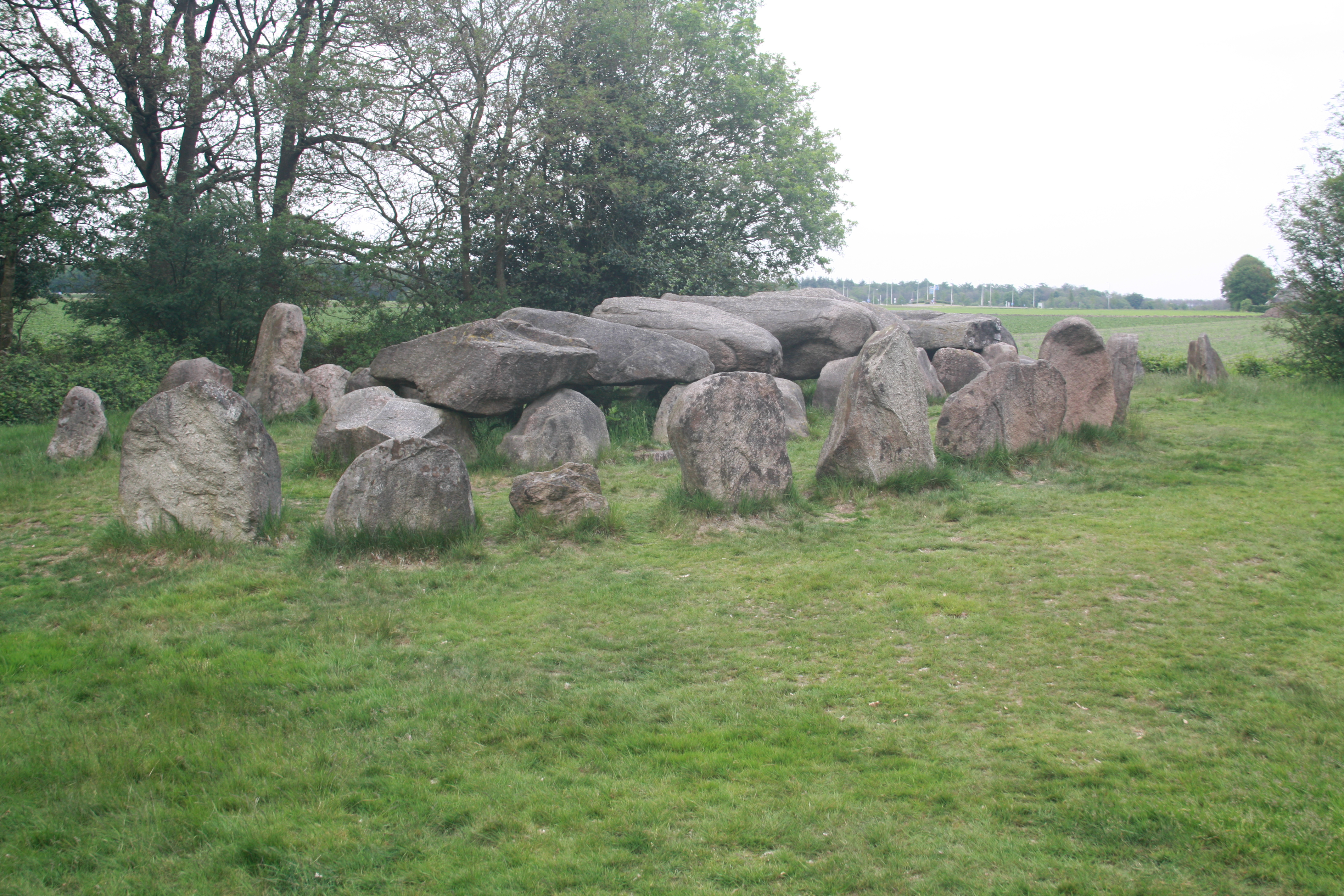
Дольмен D50